# Ciruela (Soria)
Ciruela es una localidad de la provincia de Soria, partido judicial de Almazán, Comunidad Autónoma de Castilla y León, España. Pueblo de la Comarca de Berlanga que pertenece al municipio de Berlanga de Duero.
Desde el punto de vista jerárquico de la Iglesia católica forma parte de la diócesis de Osma la cual, a su vez, pertenece a la archidiócesis de Burgos, aunque históricamente ha pertenecido al obispado de Sigüenza en el arciprestazgo de Berlanga.

## Historia
El censo de Pecheros de 1528, en el que no se contaban eclesiásticos, hidalgos y nobles, registraba la existencia 22 pecheros, es decir unidades familiares que pagaban impuestos. En el documento original figuraba como Ciruela, formando parte de la Comunidad de villa y tierra de Berlanga.
En el censo de 1787, ordenado por el conde de Floridablanca,  figuraba como lugar  del Partido de Berlanga en la Intendencia de Soria,  con jurisdicción de señorío y bajo la autoridad del alcalde pedáneo nombrado por el marqués de Berlanga (que era también duque de Frías y duque de Uceda). 
A la caída del Antiguo Régimen la localidad se constituye en municipio constitucional, entonces conocido como Cirela en la región de Castilla la Vieja, partido de Almazán, que en el censo de 1842 contaba con 21 hogares y 80 vecinos.
A mediados del siglo XIX este municipio desaparece porque se integra en el municipio de Paones.

## Demografía
En el año 1981 contaba con 80 habitantes, concentrados en el núcleo principal, pasando a 16 en 2015, 13 varones y 7 mujeres.
| Gráfica de evolución demográfica de Ciruela entre 2000 y 2015                                    |
|                                                                                                  |
| Población de derecho (2000-2015) según los censos de población del INE a 1 de enero de cada año. |